# بلانکنهایم (زاکسونی)-آنهالت
بلانکنهایم (زاکسونی)-آنهالت (به آلمانی: Blankenheim) یک شهر در آلمان است که در مانسفلد-زودهارتس واقع شده‌است. بلانکنهایم ۱٬۲۶۱ نفر جمعیت دارد و ۲۸۰ متر بالاتر از سطح دریا واقع شده‌است.